# كفر فاقود
كفرفاقود هي إحدى القرى اللبنانية من قرى قضاء الشوف في محافظة جبل لبنان. ترتفع عن سطح البحر حوالي 450 متر وتبعد عن العاصمة بيروت حوالي 35 كلم